# Hipon
Hippo Regius, Hipo ali Hipon je starodavno ime sodobnega mesta Annaba v severni Alžiriji. V zgodovini je bilo pomembno feničansko, berbersko, rimsko in vandalsko mesto. Od leta 435 do 439 je bilo glavno mesto Vandalskega kraljestva. Po osvojitvi Kartagine leta 439 se je prestolnica preselila v Kartagino. 
Hipon je bil prizorišče več zgodnjih krščanskih koncilov in dom Avguština iz Hipona, cerkvenega očeta in svetnika, zelo pomembnega v zahodnem krščanstvu. 

## Zgodovina
Hipon je latinizirana punska beseda ʿpwn (𐤏𐤐𐤅𐤍),  verjetno povezana z besedo ûbôn, ki pomeni "pristanišče". Mesto so prvi naselili Feničani iz Tira okoli 12. stoletja pr. n. št. Da bi ga razlikovali od Hippo Diarrhytus (sodobna Bizerta v Tuniziji), so ga Rimljani imenovali Hippo Regius (dobesedno "Kraljevski povodni konj"), ker je bil ena od rezidenc numidijskih kraljev. Ime najbližje reke je bilo latinizirano v Ubus, zaliv vzhodno od nje pa v Hiponski zaliv (latinsko Hipponensis Sinus). 
Pomorsko mesto blizu izliva reke Ubus je postalo uspešna rimska kolonija in pomembno mesto v rimski Afriki. Bilo je tudi rezidenca škofa, svetega Avguština iz Hipona. Leta 430 so Vandali med svojim prodiranjem proti vzhodu vzdolž severnoafriške obale oblegali obzidani Hipon. Sveti Avguštin in duhovščina so se umaknili v notranjost, ker bi se morali pod Vandali spreobrniti v arijanstvo, sicer bi bil usmrčeni. 28. avgusta 430, tri mesece po začetku obleganja, je sveti Avguštin umrl, star 76 let. Smrt bi lahko bila posledica lakota ali stresa. Po 14 mesecih obleganja so lakota in neizogibne bolezni pustošile tako med meščani kot med oblegovalci. Mesto se je na koncu vdalo in kralj Gajserik ga je izbral za prvo prestolnico Vandalskega kraljestva.
Leta 534 je Hipon osvojilo Bizantinsko cesarstvo in ga obdržalo do leta 698, ko so ga osvojili muslimani. Arabci so v 8. stoletju mesto  obnovili. 
Približno tri kilometre od Hipona so berberski Ziridi v 11. stoletju ustanovili mesto Beleb-el-Anab, ki so ga v 16. stoletju za nekaj let zavzeli Španci. Sledili so jim Francozi v času Ludvika XIV. in ponovno leta 1832. Preimenovali so ga v Bône ali Bona. Postal je eno od središč departmaja Constantine v Alžiriji.  Imel je 37.000 prebivalcev, od tega 10.800 prvotnih prebivalcev, od tega 9.400 muslimanov in 1.400 naturaliziranih Judov. 15.700 je bilo Francozov in 10.500 tujcev, med njimi veliko Italijanov.